# Julesburg (Missouri)
Julesburg ist ein gemeindefreies Gebiet im westlich-zentralen Teil des Schuyler County, im US-Bundesstaat Missouri. Das Gebiet liegt zwei Meilen westlich des U.S. Highway 63, sowie zwei Meilen südlich des U.S. Highway 136. Lancaster liegt etwa drei Meilen nordöstlich.

## Geschichte
Julesburg diente ursprünglich als Postort für die umliegende ländliche Gegend. Das Postamt Julesburg wurde 1883 gegründet und blieb bis 1906 in Betrieb.